# Schnell-Horex
Schnell-Horex is een Duits historisch merk van motorfietsen.
De bedrijfsnaam was: Schnell motoren KG, Karlsruhe.

## Voorgeschiedenis
Horex mocht na de Tweede Wereldoorlog als eerste Duitse merk weer motorfietsen zwaarder dan 250 mocht bouwen. Al vrij snel begonnen hoofdingenieur Hermann Reeb, constructeur Harald Oelerich en coureur Friedel Schön met de ontwikkeling van een racemotor gebaseerd op de vooroorlogse Horex SB 35. Deze machine was echter niet snel genoeg voor de internationale competitie en men schakelde al snel over naar een 500cc-tweecilinder die gebaseerd was op de Horex Imperator. Ook dit project mislukte, maar het blok werd afgestaan aan privérijder Ernst Hoske, die in 1952 nog bezig was het verder door te ontwikkelen.

## Schnell-Horex
Het ontwikkelingswerk van Oelerich en Schön had wel geleid tot het meest succesvolle model van Horex: de Horex Regina 350. Met die machine als basis deed Roland Schnell rond 1949 een nieuwe poging om een 350cc-racer te bouwen. Het motorblok werd helemaal nieuw ontworpen, met een magnesium carter dat bijna volledig verborgen ging achter koelribben. De machine kreeg een dubbele bovenliggende nokkenas. Beide nokkenassen werden afzonderlijk aangedreven door kettingen: aan de rechterkant dreef een ketting de inlaatnokkenas aan, aan de linkerkant dreef een tweede ketting de uitlaatnokkenas aan. Het dubbel wiegframe had veel kenmerken van het Norton-Featherbed frame. Schnell reed zijn nieuwe racer zelf: hij zette haar één keer in in het wereldkampioenschap wegrace. Dat was tijdens de GP des Nations van 1952. De 350cc-klasse werd in die tijd volledig beheersd door de Norton Manx en de AJS 7R, maar Schnell werd zesde en scoorde zijn enige WK-punt.

## Schnell Motoren KG
In 1953 richtte Roland Schnell zijn eigen bedrijfje op, Schnell Motoren KG in Karlsruhe. Via dat bedrijf verzorgde hij 16 privérijders met de door hem ontwikkelde Horex 350cc-racers, die voornamelijk in het kampioenschap van Duitsland werden ingezet. In 1954 werd de productie beëindigd.

## Technische gegevens
| Schnell-Horex          | 1950                    | 1952-1954               |
| ---------------------- | ----------------------- | ----------------------- |
| Categorie              | Fabrieksracer           | Fabrieksracer           |
| Motortype              | OHV                     | DOHC                    |
| Bouwwijze              | Staande eencilinder     | Staande eencilinder     |
| Boring                 | 69 mm                   | 74 mm                   |
| Slag                   | 91,5 mm                 | 81 mm                   |
| Cilinderinhoud         | 342,1 cc                | 348,4 cc                |
| Carburateur(s)         | Bing                    | Dell'Orto               |
| Smeersysteem           | Dry-sump                | Dry-sump                |
| Max. Vermogen          | 32 pk bij 7.500 tpm     | 32 pk bij 7.500 tpm     |
| Topsnelheid            | 175 km/h                | 180 km/h                |
| Primaire aandrijving   | Ketting                 | Ketting                 |
| Koppeling              | Meervoudige natte plaat | Meervoudige natte plaat |
| Versnellingen          | 4                       | 4                       |
| Secundaire aandrijving | Ketting                 | Ketting                 |
| Rijwielgedeelte        | Enkel wiegframe         | Dubbel wiegframe        |
| Voorvork               | Telescoopvork           | Telescoopvork           |
| Achtervork             | Plunjervering           | Swingarm                |
| Remmen                 | Trommelremmen           | Trommelremmen           |
| Droog gewicht          | 115 kg                  | 115 kg                  |